# 日本陸軍鉄道連隊E形蒸気機関車
日本陸軍鉄道連隊E形蒸気機関車（にほんりくぐんてつどうれんたいEがたじょうききかんしゃ）は、かつて日本陸軍鉄道連隊に所属していた蒸気機関車である。

## 概要
日本の陸軍省の発注により、鉄道連隊で使用する野戦軽便鉄道用機関車として、1921年にE1 - E25の25両、1925年にE101 - E106の6両、と2回に分けて合計31両が発注され、ドイツのオーレンシュタイン・ウント・コッペル-アルトゥル・コッペル(Orensteim & Koppel-Arthur Koppel A.-G.)社で製造された。
これは、1901年より鉄道大隊→鉄道連隊が193セット386両をドイツより輸入したA/B形双合機関車では勾配区間での取り扱いなどに難があったことから、1両での牽引力の増大と曲線通過性能の維持の両立を図って5動軸の強力機としたもので、元来は双合機関車と同様、ドイツ帝国陸軍の野戦軽便鉄道(Heeresfeldbahn)向けとして設計されたものである。
双合機関車の場合は納期の関係もあって8社が製造を分担したが、本形式については動軸遊動機構がオーレンシュタイン・ウント・コッペル-アルトゥル・コッペル社の技師長であったグスタフ・ルッターメラー博士（Dr.Gustav Luttermöller）の考案になるものであったため、特許権を保有する同社の1社独占受注となっている。

## 構造
軸配列0-10-0(E)形で、600mm軌間向けの飽和式単式2気筒サイドタンク機である。
前述の通り、急曲線通過に備え、第1・5動軸にはそれぞれ第2・4動軸から左右に首振り可能な密閉式ギアボックスによって動力を伝達し、さらに第3動軸が左右にスライド可能なルッターメラー式（コッペル・ギアシステム）(Luttermöller-Achsantrieb)動軸遊動機構を採用している。このため、動輪が台枠の内側に収められた外側台枠方式となり、水タンクも複雑なギアボックスが車輪間に内装される関係で、この種のドイツ製小型蒸気機関車では標準的に採用されていた、台枠の一部を水タンクに利用するウェルタンク式ではなく、台枠上のボイラー左右にタンクを振り分けて搭載するサイドタンク式とされている。
このルッターメラー式は、曲線通過が容易になり、先行するクリン-リントナー式と比較してギアボックスが密閉されているため塵埃の多い過酷な環境での使用にも良く耐えたが、その反面第1・5動軸の軸重抜けが発生しやすく、いざという時に踏ん張りが効かないという問題があり、またクリン-リントナー式ほどではないにせよ保守にも難があり、日本国内向けとしてはこの鉄道連隊向け以外での採用例は存在しない。
弁装置は一般的なワルシャート式で、メインロッドは第3動軸に、サイドロッドは第2~4動軸にそれぞれかけられている。

## 運用
1921年と1925年の輸入後、鉄道連隊に配備されて運用が開始されたが、日本では重心が高く脱線しやすいという問題点が指摘された。そのため、後にボイラーの火室部などを改造して寸法を縮小してボイラー中心高さを下げ、重心を引き下げる工事が実施されている。
その後の増備については、日本で本形式のアウトラインを模倣したK1形（1929年、川崎車輛製）1両およびN1形（1929年、雨宮製作所製）1両の競争試作を経て、川崎車輛製のK1形を基本に1942年より量産されたK2形がこれに充てられている。
本形式の大半は満州に配置されていたため、第二次世界大戦後のそれらの消息は不明であるが、国内に残されていた一部は終戦後西武鉄道・小湊鉄道などに払い下げられ、使用された。
もっとも、動軸遊動機構の特殊さから改軌工事が困難であったらしく、日本国内に残存したK2形の多くが1067mm軌間用に改造されたのに対し、本形式はいずれも600mm軌間のままで最後まで使用された。
このうち西武鉄道安比奈駅の砂利採取線で使用されたものは、その後3両が長く同地に放置された後、玉川上水の西武倉庫に保管されていたが、このうちE18、E103の2両は整備の上、ユネスコ村に静態保存された。
その後1990年の同村閉園に際し、E18は東京都練馬区の株式会社エリエイ出版部に、E103は北海道紋別郡遠軽町の丸瀬布森林公園いこいの森に移設のうえ保存されたが、E103は2002年10月に同車の動態復元を目的として、ドイツの鉄道保存団体である、フランクフルト軽便鉄道博物館(de:Frankfurter Feldbahnmuseum)へ譲渡・搬出された。2012年現在、ボイラーや台枠、ルッターメラー式動輪遊動装置をはじめとした走り装置等の再生、腐食の著しい運転室や水タンク、喪失したサイドロッド等の新製を含む大規模なレストア作業が継続されている。2013年10月には、新製したボイラーを含めた組み上げが完了し翌2014年3月には試運転を成功させている。

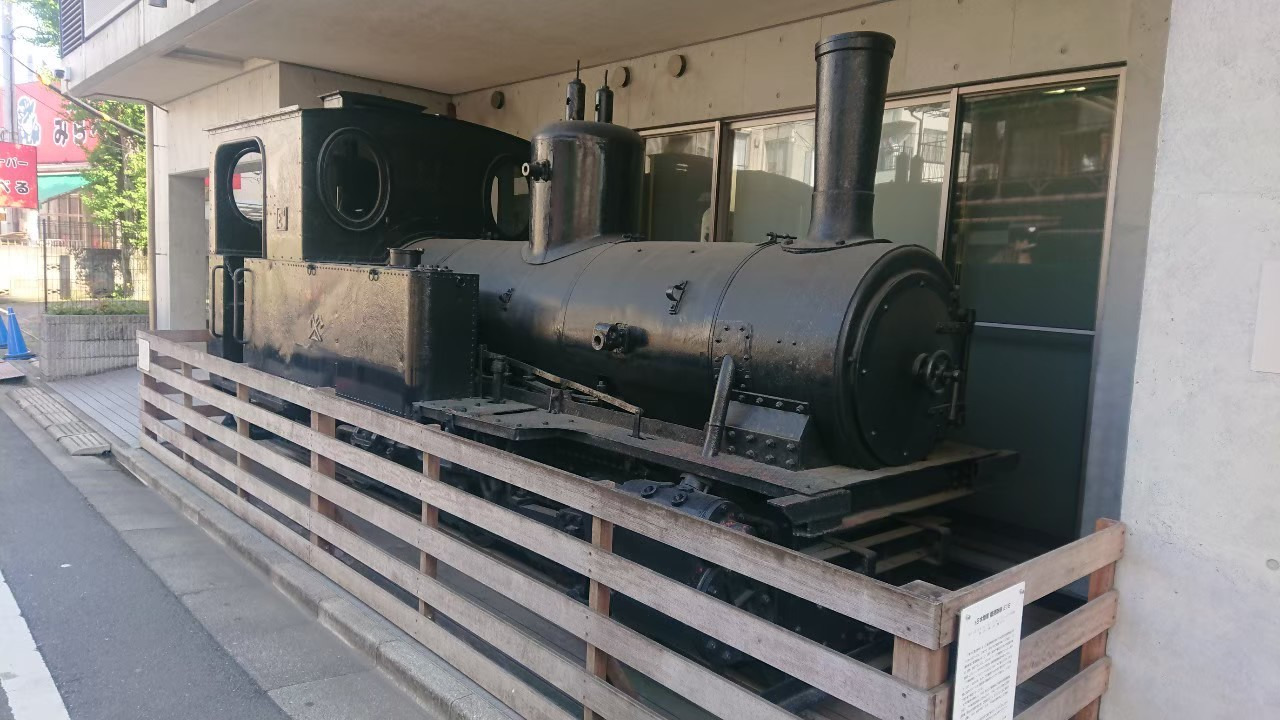
日本陸軍鉄道連隊E形蒸気機関車

一方、E18は長らくエリエイの玄関前に保存されていたが、荒廃著しいことと同社社屋改築により、2007年大井川鐵道に搬出された。大井川鐵道では新金谷駅の大代川側線にしばらく留置されていたが、2012年修理が行われ、同年東京ビッグサイトで開催された国際鉄道模型コンベンション会場にてお披露目の後、新築されたエリエイ社屋前に再設置された。